# Lannion FC
Câu lạc bộ bóng đá Lannion (tiếng Breton: Lannuon; thường được gọi là chỉ đơn giản là Lannion) là một câu lạc bộ bóng đá Pháp có trụ sở tại Lannion thuộc vùng Bretagne. Câu lạc bộ được thành lập vào năm 2000.